# Саша Аргов
Са́ша Арго́в (Алекса́ндр Абрамо́вич, 5 ноября 1914, Москва — 27 сентября 1995, Тель-Авив) — израильский композитор-песенник, автор нескольких сотен популярных эстрадных песен. Лауреат Премии Израиля (1988).

## Биография
Родился в Москве, в семье стоматолога и пианистки. С детских лет проявил склонность к музыке, учась у матери, однако поступить в музыкальную школу не мог в силу «буржуазного происхождения». В 1934 году переехал вместе с семьёй в подмандатную Палестину, где работал служащим в банке из-за тяжёлого экономического положения семьи.
В Израиле начал писать музыку для школьных спектаклей и самодеятельности. В 1948 году, во время войны за независимость, был призван в армию, где попал в отдел культуры и писал песни для армейских ансамблей. В то же время началось их многолетнее сотрудничество с поэтом Хаимом Хефером. После войны Аргов писал песни и музыку к спектаклям, был одним из самых уважаемых израильских композиторов, написал более 1200 песен; в 1988 году получил Премию Израиля.
В честь Аргова названа улица в Тель-Авиве.